# يو إف سي 211
يو إف سي 211: ميوتيتش ضد دوس سانتوس 2 (بالإنجليزية: UFC 211: Miocic vs. dos Santos 2)‏ هو حدث لفنون القتال المختلطة نظمته يو إف سي، أُقيم في 13 مايو 2017، على مركز الخطوط الجوية الأمريكية في تكساس، الولايات المتحدة.